# Verwirrung der Gefühle

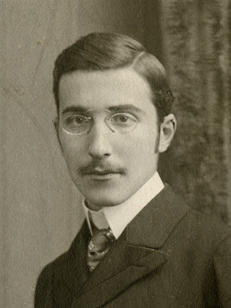
Stefan Zweig als 19-Jähriger

Verwirrung der Gefühle ist eine Novelle des österreichischen Schriftstellers Stefan Zweig, die er im Jahr 1927 veröffentlichte.
Verwirrung der Gefühle erzählt von einem Akademiker, der sich anlässlich seines sechzigsten Geburtstags (der Untertitel lautet „Private Aufzeichnungen des Geheimrates R. v. D.“) an einen Professor erinnert, der ihm in seiner Jugend den Weg zum geistigen und Gefühlsleben eröffnete. Der Text behandelt die Leidenschaft des Studierens, die er kennenlernt, aber auch die Stärke einer Freundschaft zwischen den Generationen. Schließlich thematisiert der Text die Liebe eines alternden Mannes zu einem jungen Mann, die Qual, diese Liebe einzugestehen, und die Gefühlsverwirrung, die sie auslöst sowie das Unterdrücken und Verbergen der eigenen Homosexualität der Periode.

## Inhalt
Als Sohn eines Gymnasialdirektors einer kleinen norddeutschen Stadt studiert der 19-jährige Roland D. zunächst Englisch in Berlin. In der deutschen Hauptstadt führt er mehrere Monate lang ein ausschweifendes Leben unter Vernachlässigung seines Studiums. Als der Vater dies erfährt, schickt er ihn an die Universität einer kleinen mitteldeutschen Stadt. Dort fesselt ihn die Ausstrahlung und Intelligenz eines Professors der Philologie und dessen Leidenschaft für Shakespeare.
Der Lehrer spürt die Zuneigung und bietet ihm an, ein Zimmer seines Hauses zu mieten. Danach entwickelt sich zwischen dem Studenten und seinem Lehrer ein immer engeres Verhältnis. Roland hilft seinem Lehrer, sein Buch über die Literatur der elisabethanischen Epoche zu Papier zu bringen. Trotz seiner Unterstützung verhält sich sein Lehrer widersprüchlich zu ihm: Manchmal sucht er explizit seine Nähe, in anderen Situationen weist er ihn kalt ab. Dieses Verhalten taucht den Studenten in jene tiefe Verwirrung seiner Gefühlswelt. Er sucht die Nähe der Frau des Professors, zumal die Ehepartner kühl miteinander umgehen, und verbringt eine Liebesnacht mit ihr. Danach fühlt er sich genötigt, das Haus für immer zu verlassen. Der Professor nimmt den Abschied zum Anlass eines umfassenden biografischen und persönlichen Selbstbekenntnisses.

## Rezeption
Zu Zweigs Novelle gibt es Kommentare von Sigmund Freud und anderen namhaften Autoren. Sie wurde mehrfach dramatisiert und verfilmt.

## Bekannte Zitate
„Auch die Pause gehört zur Musik“